# Florin Zamfirescu (jurnalist)
Florin Zamfirescu (n. 14 aprilie 1962, Botoșani – d. 28 ianuarie 2010) a fost gazetar român.
A fost unul dintre jurnaliștii care au pus bazele presei moderne ieșene și naționale de după 1989.

## Biografie
Și-a început cariera în 1982, în vremea studenției, ca secretar general de redacție, la revista Opinia studențească.
Din 1991, timp de 9 ani a fost gazetar la Monitorul de Iași, primul ziar puternic al Iașului de atunci, fiind unul dintre fondatorii acestuia. A inițiat și participat activ la dezvoltarea rețelei de ziare Monitorul, în Moldova, Ardeal și București, rețea care număra, în anul 1999, nu mai puțin de 20 de cotidiene locale, dintre care unul în limba maghiară. A susținut, în paralel, dezvoltarea rețelei de stații Radio Nord-Est și a Centrului tipografic „Multiprint”, grație căruia la Iași s-a tipărit primul ziar policrom din România. A urmărit îndeaproape profesionalizarea departamentelor de producție și tehnoredactare din ziarele rețelei, Monitorul de Iași fiind primul ziar din țară care a computerizat operațiunile respective. S-a îngrijit, în calitate de director editorial al rețelei de ziare, de instruirea a numeroși reporteri și redactori. A structurat redacțiile locale și, într-un climat profesional foarte confuz, a introdus reguli de funcționare pe departamente și secții cu competențe clar definite. Pe parcursul a zece ani, cât a funcționat rețeaua Monitorul, piața presei locale din România s-a schimbat profund, o însemnată parte din merit revenindu-i din plin. După destrămarea rețelei a înființat mai multe ziare: Obiectiv, Foaia Ieșeanului, Lumea Ieșeanului, fiecare dintre acestea surprinzând piața cu idei ingenioase dintr-o paletă largă de competențe, de la editorial la distribuție. De asemenea, la fiecare dintre aceste ziare, a creat adevărate școli de gazetărie.
La începutul anului 2005, a făcut parte din grupul de laici care i-a propus mitropolitului Daniel Ciobotea al Moldovei și Bucovinei proiectul primului cotidian creștin din România, Ziarul Lumina. Din 7 februarie 2005, de la prima apariție a acestui ziar, în calitate de director editorial a promovat și încurajat un gen de presă inedit în peisajul media românesc, abordând subiectele sociale din perspectivă creștină. Tot cu girul său, din 14 octombrie 2005 a apărut pe piață și primul săptămânal de spiritualitate și atitudine creștină, Lumina de Duminică. Un alt proiect al său, realizat cu binecuvântarea mitropolitului Daniel, a fost achiziționarea unei rotative și înființarea Tipografiei „Albina” a Mitropoliei Moldovei și a Bucovinei.

## Aprecieri
A fost cel mai complet om de presă din Iași, autodidact și care a făcut școală în jurul lui ceea ce foarte puțini jurnaliști fac. A avut generozitatea asta de a împărți tot ce știa; niciodată n-a ascuns nimic. (Daniel Condurache)
Cu o bogată experiență jurnalistică, adunată cu migală în asceza actului de presă, de la manuscris până la tipografie, prin osteneala de fiecare zi a unui om harnic care își mistuie ființa într-o permanentă dăruire de sine, Florin Zamfirescu s-a remarcat prin muncă asiduă, seriozitate, curaj și generozitate, trăind libertatea socială ca responsabilitate civică și apartenența la comunitatea Bisericii ca demnitate spirituală și arvună a Învierii. (PF Daniel)